# Pseudocarpidium neglecta
Pseudocarpidium neglecta là một loài thực vật có hoa trong họ Hoa môi. Loài này được Bisse miêu tả khoa học đầu tiên năm 1975.